# Тест на гражданство Канады
Тест на гражданство Канады — тест, проводимый Департаментом иммиграции, беженцев и гражданства Канады, который требуется для всех заявителей на получение канадского гражданства в возрасте от 18 до 54 лет, которые отвечают основным требованиям для получения гражданства. Тест доступен на французском и английском языках, официальных языках Канады. Тест обычно сдётся в письменной форме, но в некоторых случаях он может быть устным и проходить в форме интервью.

## Экзамен
Экзамен длится 30 минут и является письменным тестом, содержащим 20 вопросов с несколькими вариантами ответов. Кандидаты на получение гражданства должны правильно ответить не менее чем на 15 вопросов — 75 % от общего числа вопросов. Тест содержит вопросы, полностью основанные на содержании официального учебного пособия «Discover Canada: The Rights and Responsibilities of Citizenship» — «Открой для себя Канаду. Права и обязанности гражданина».
В 2010 году учебник «Discover Canada» был переписан, тесты также были изменены на более серьезные, и экзамен стал намного сложнее. С этого времени тест основывается на новом официальном учебном пособии, которое дает иммигрантам гораздо более полное представление об истории, культуре, законодательстве и политике Канады. В то же время, иммигранты теперь обязаны запоминать очень много фактов, имен и дат для прохождения теста.

## Содержание теста
Тест включает вопросы по следующим разделам:
1. Права и обязанности гражданина Канады. Например, нужно знать список прав, защищенных Канадской хартией прав и свобод.
2. История Канады. Например, вопрос о том, кто такие лоялисты.
3. Канадская политическая система. Например, вопрос о процедуре выборов членов парламента.
4. Канадская физическая и политическая география. Например, вопрос о том, где расположены здания парламента.
5. Конкретные вопросы о регионе заявителя. Например, вопрос о том, как зовут премьера провинции, на территории которой проводится тест.
6. Канадские ценности. Канадские ценности — демократия, гендерное равенство, права человека — особенно подчеркнуты в новом издании «Discover Canada». Кроме того, в нем акцентирована информация о коренных нациях и о разномастном этническом населении современной Канады.

Кроме знаний по истории, демографии, представлений о политической системе Канады, тест косвенно оценивает языковые способности (хотя перед экзаменом на гражданство отдельно сдается языковой тест). Чтобы сдать экзамен, кандидат должен понимать несложные утверждения и вопросы и уметь общаться с сотрудникам CIC на простые темы на английском или французском языке.

## Коэффициент несдачи
Показатель непрохождения теста на гражданство был низким до недавнего времени: в 2008 году примерно 4 % не проходили тест. Процент непрохождения для нового теста по новому учебнику намного выше. Когда он был впервые представлен 15 марта 2010 года, процент несдачи вырос до 30 %. Переработанная версия теста, представленная 14 октября 2010 года, снизила этот показатель примерно до 20 %. К 2013 году уровень прохождения теста для заявителей со степенью бакалавра снизился с 95 % до 87 %, а у заявителей со средним образованием или ниже — с 70 % до 55 %.

## После прохождения теста
Когда заявитель проходит тест (15 правильных ответов из 20), и судья по гражданству считает, что заявитель отвечает всем требованиям для получения гражданства, заявитель приглашается на церемонию получения гражданства в течение шести месяцев. Он должен будет принести клятву верности королю и получить свидетельство о гражданстве. Когда заявитель проходит тест, но у судьи по гражданству есть вопросы, заявитель получает анкету, запрашивающую дополнительные доказательства проживания в Канаде в течение определенного законом времени. Если языковые навыки заявителя вызывает сомнения у судьи, назначается слушание в суде по гражданству.

## После неудачи
Заявитель, который не проходит тест, должен повторно сдать его. Если он снова терпит неудачу, ему придётся пройти 15—20 минутное интервью с судьей по гражданству. Судья задаст заявителю 20 вопросов с несколькими вариантами ответа. Судья оценивает, правильно ли заявитель ответил и продемонстрировал ли необходимые знания. Этот процесс может затянуться ещё на год. Если заявитель не продемонстрирует нужных знаний и навыков элементарного общения на английском или французском языке, в получении гражданства Канады будет отказано.